# Sobralia macrantha
Sobralia macrantha là một loài lan được tìm thấy từ trung nam và bắc México đến Trung Mỹ.

## Hình ảnh

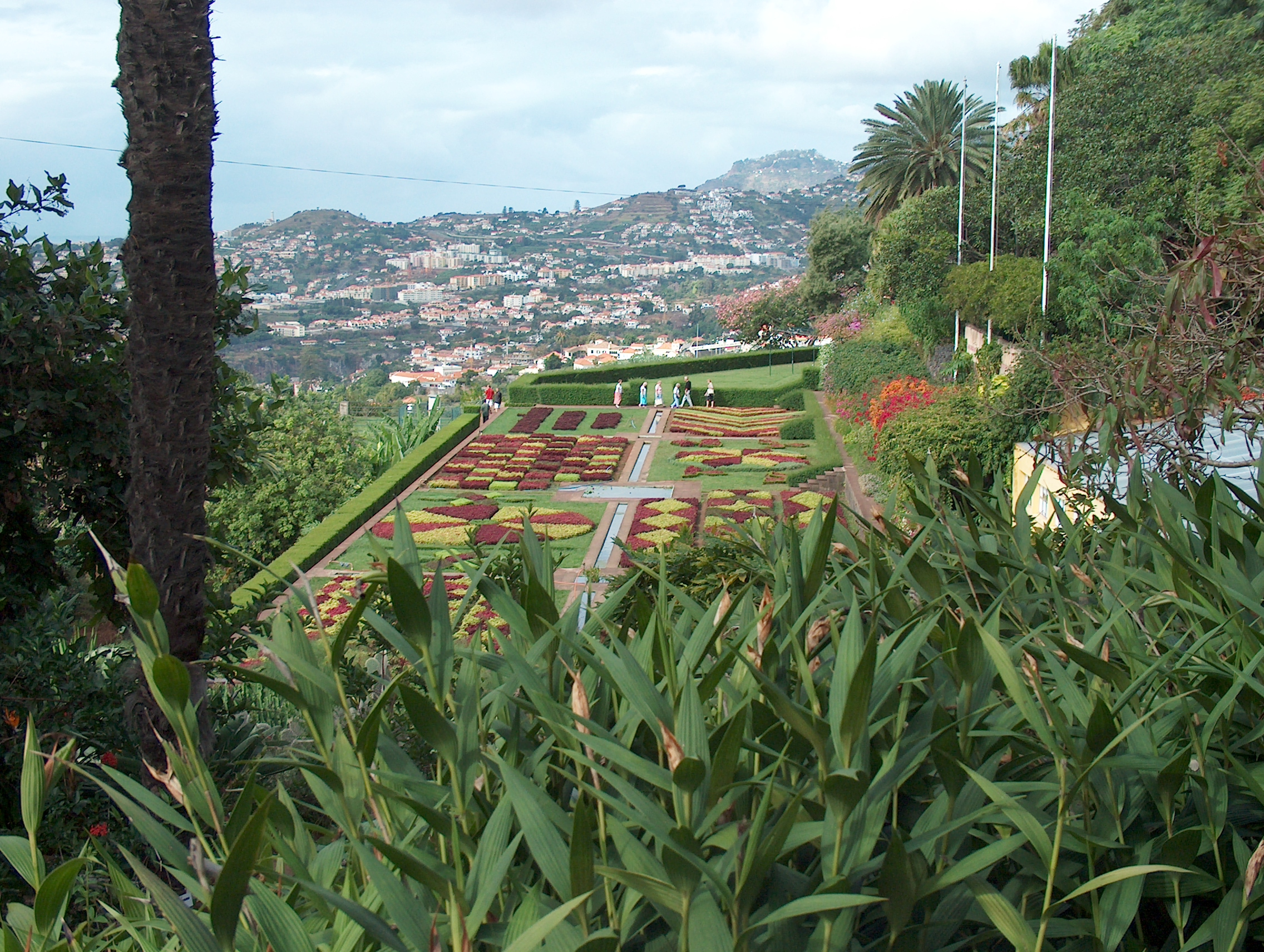
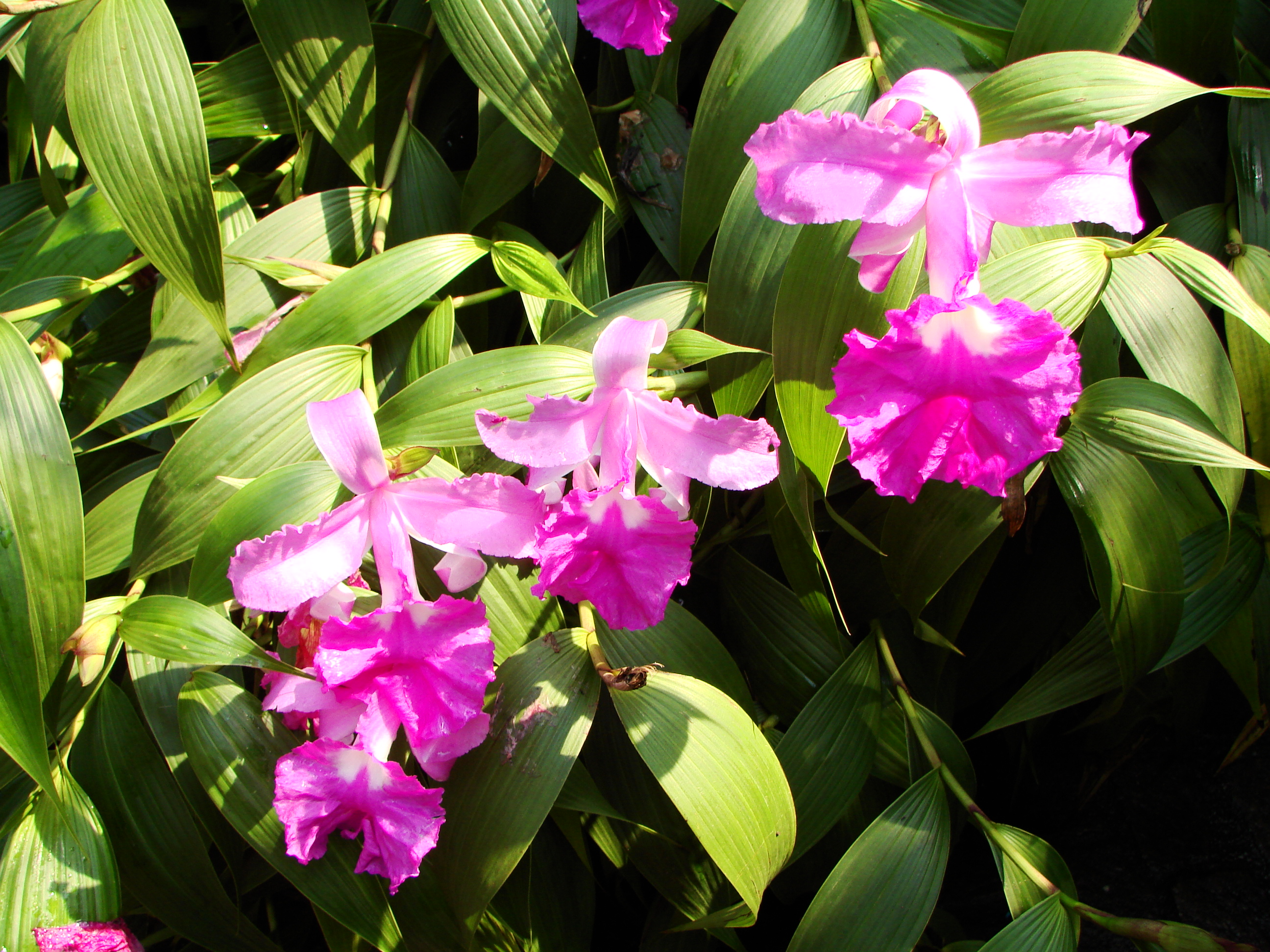
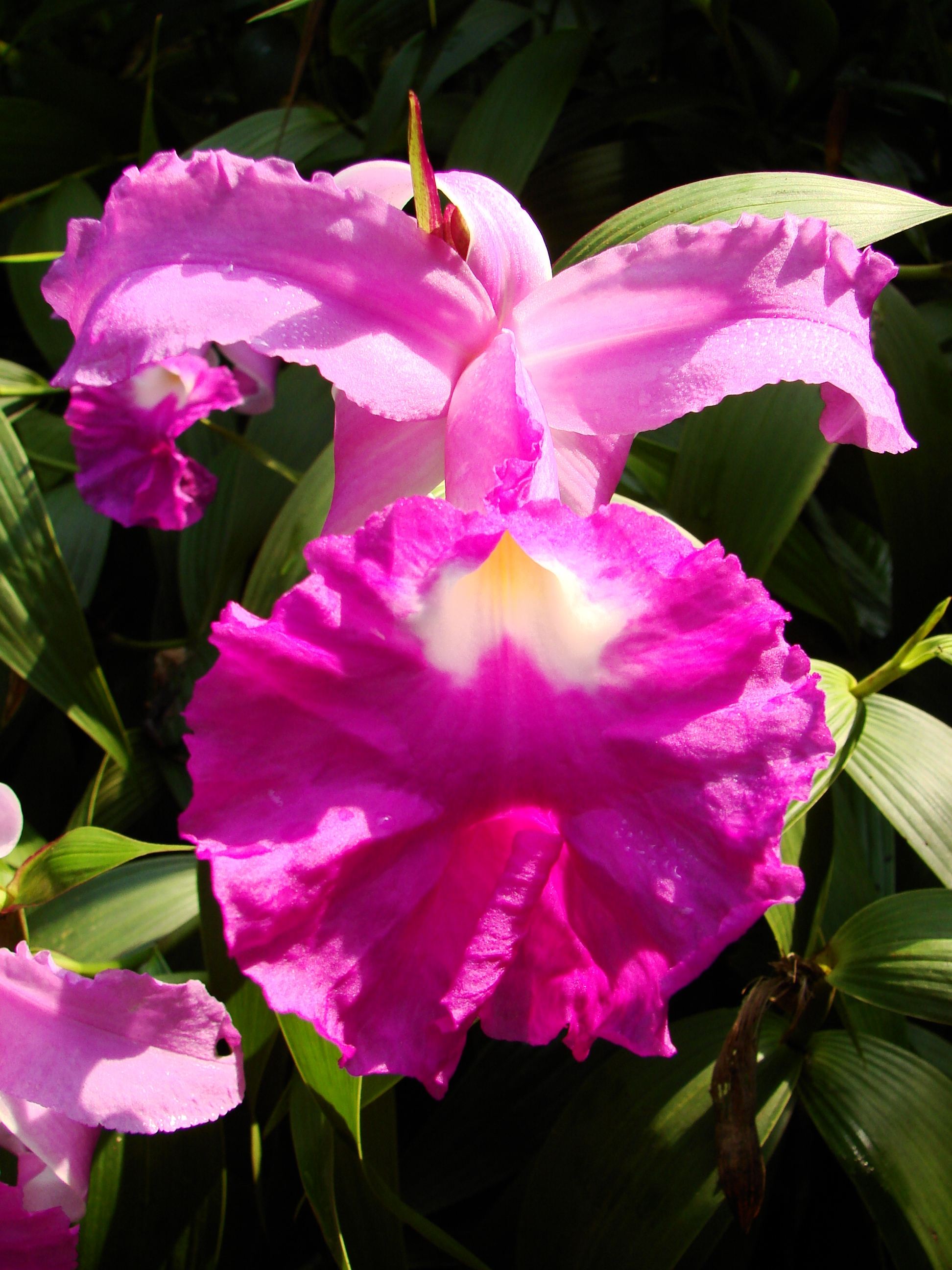
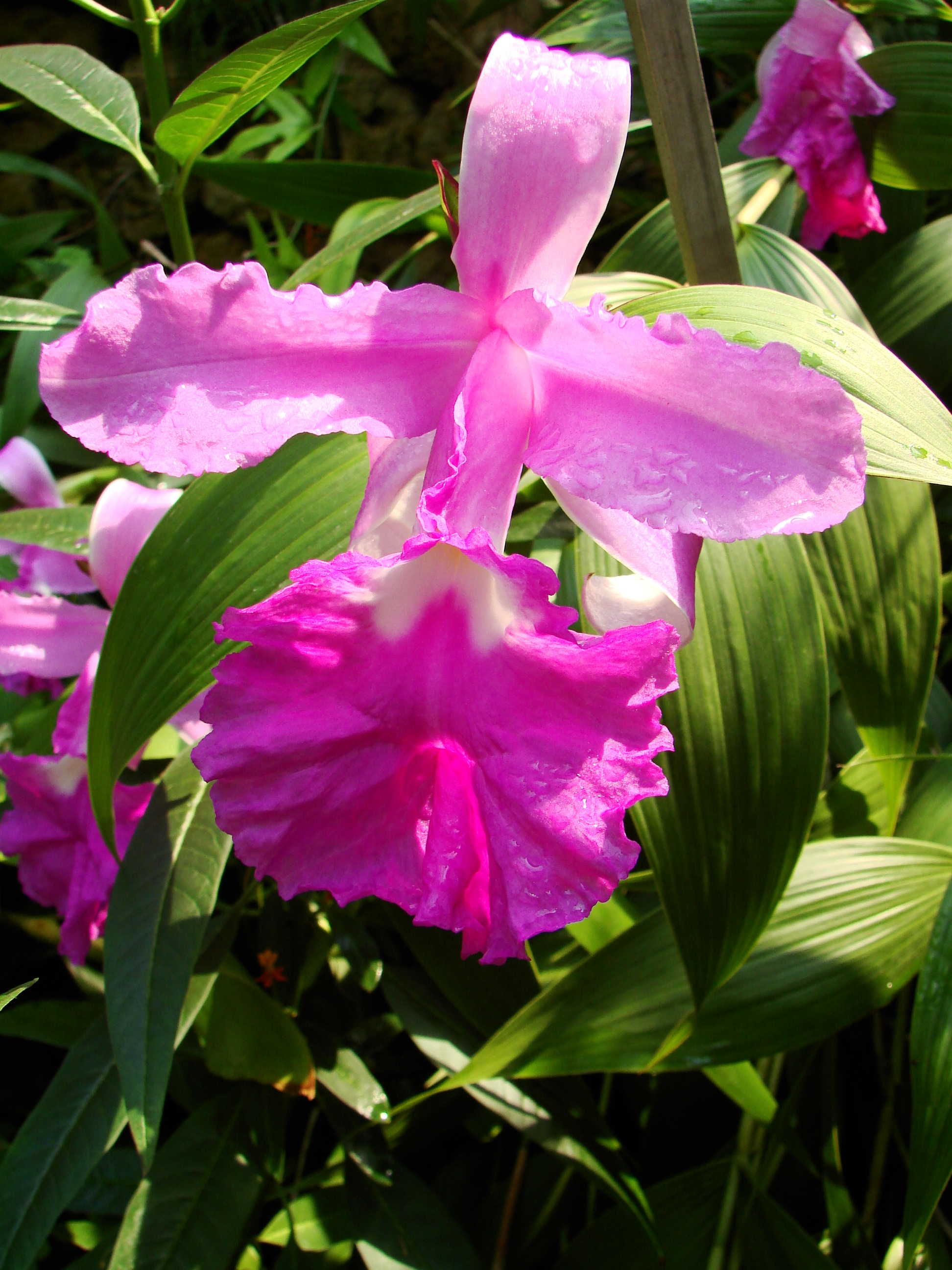